# Oklawaha (fiume)
L'Oklawaha è un fiume statunitense, lungo 119 km, che scorre interamente in Florida. Costituisce il confine occidentale della Foresta Nazionale di Ocala.

## Descrizione
Il suo nome è la corruzione di ak-lowahe, Creek per "fangoso".

### Decorso
La storica e originale sorgente del fiume Oklawaha è il lago Griffin, che fa parte della catena di laghi Harris nella Contea di Lago in Florida. Il fiume riceve le sue acque della Catena di laghi Harris (Lago Eustis, Lago Harris, Lago Dora, Lago Beauclair, Lago Apopka) attraverso una serie di canali artificiali e corsi d'acqua naturali, tra i quali l'Haynes Creek, il Dead River, il Dora Canal e l'Apopka-Beauclair Canal.
La creazione di canali artificiali ha aumentato non solo la portata ma anche l'ammontare del deflusso inquinato del fiume. Il bacino del fiume Oklawaha comprende parti della Palude verde, gran parte nella Contea di Lake e parti delle contee di Marion, di Alachua e di Putnam.
Il fiume Oklawaha è il principale affluente del fiume Saint Johns mentre i fiumi Silver e Orange Creek  sono i suoi più importanti affluenti.

### Storia

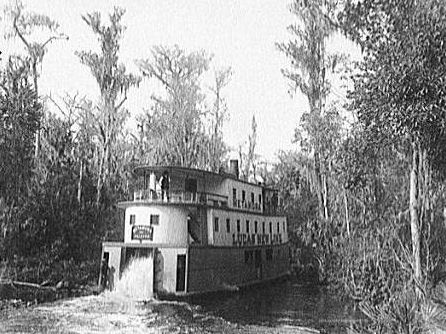
Battello a vapore con ruota a pale che collegava intorno al 1902 Palatka a Silver Springs tramite il fiume Oklawaha.

Il fiume venne utilizzato intensamente nel XIX secolo e agli inizi del XX secolo per il trasporto mediante battelli a vapore, alcuni dei quali appartenuti alla famosa Hart Line gestita da Hubbard L. Hart. Per navigare sul fiume spesso ventoso venivano utilizzati battelli a vapore di piccole dimensioni.
Nel 1870, il fiume divenne molto popolare, a tal punto che venne attraversato da eminenti figure come Harriet Beecher Stowe, Ulysses S. Grant, Thomas A. Edison e Mary Todd Lincoln per visitare Silver Springs. Lo scenografico viaggio sul fiume aggiungeva un senso di avventura alla visita. La popolarità della via fluviale verso Silver Springs declinò dopo l'arrivo del servizio ferroviario per Ocala nel 1881.

### Navigabilità
Il fiume e i suoi affluenti sono navigabili per la maggior parte della loro lunghezza. Il Silver River è facilmente accessibile e molto popolare tra i barcaioli. Orange Creek invece è navigabile solamente con canoe per la gran parte della sua lunghezza. Lungo il corso del fiume sono presenti ausili alla navigazione che comprendono:
- Il Bacino Rodman, dove il fiume è sbarrato dalla diga Rodman (successivamente chiamata diga George Kirkpatrick).
- Il Cross Florida Barge Canal, navigabile attraverso il Buckman Lock con cambi di altezza di circa 19,2 piedi.
- Il Burrell Lock e Diga sull'Haynes Creek.
- Il Canale Dora.
- Il Canale Apopka-Beauclair.

### Ecologia
Il fiume ha subito un grave degrado ambientale nel XX secolo a causa di sbarramenti, fertilizzanti, ruscellamento, dragaggi, inquinamento e deviazioni. Negli anni 1960 e 1970, Marjorie Harris Carr condusse con successo una campagna per fermare la costruzione del Cross Florida Barge Canal, che avrebbe sbarrato il fiume in due punti e creato due laghi artificiali per facilitare la navigazione lungo il canale; comunque il fiume è ancora sbarrato dalla diga Rodman. Il Florida Defenders of the Environment (FDE), che Carr co-fondò nel 1969, continua a fare pressioni per la preservazione e il ripristino del fiume Oklawaha.
Il fiume è un luogo popolare per canoe, kayak e pesca ma, nonostante ciò, alcuni tratti del fiume rimangono in gran parte indisturbati dall'uomo. Il panorama naturale e la lussureggiante vita selvatica e la crescita delle aree periferiche sono in gran parte idrici hammocks e flatwood, con crinali di macchie di pini e suolo sabbioso. Tra i principali animali selvatici che vivono ancora in quest'area ci sono tacchini selvatici, cervi dalla coda bianca e trampolieri.